# Ga Long Thạnh
Ga Long Thạnh là một nhà ga xe lửa tại xã Hồng Sơn, huyện Hàm Thuận Bắc, tỉnh Bình Thuận. Nhà ga là một điểm trên tuyến đường sắt Bắc Nam tiếp nối sau ga Sông Lũy và trước ga Ma Lâm. Lý trình ga: Km 1522 + 710.